# 南大洋冰魚
南大洋冰魚為輻鰭魚綱鱸形目南極魚亞目鱷冰魚科的其中一種，分布於南冰洋 Kerguelen群島海域，體長可達3公分，為底棲性魚類，屬肉食性，生活習性不明。

## 擴展閱讀
維基物種上的相關：南大洋冰魚